# Pakėvio miškas
Pakėvio miškas este o arie protejată (arie specială de conservare — SAC, sit de importanță comunitară — SCI) din Lituania întinsă pe o suprafață de 451 ha, integral pe uscat.

## Localizare
Centrul sitului Pakėvio miškas este situat la coordonatele 55°41′47″N 22°49′38″E / 55.6964°N 22.8272°E.

## Înființare
Situl Pakėvio miškas a fost declarat sit de importanță comunitară în ianuarie 2004 pentru a proteja 1 specie de plante și 1 specie de animale. Situl a fost protejat și ca arie specială de conservare în decembrie 2018.

## Biodiversitate
Situată în ecoregiunea boreală, aria protejată conține 7 habitate naturale: Lacuri eutrofice naturale cu vegetație de tip Magnopotamion sau Hydrocharition, Turbării active, Mlaștini turboase de tranziție și turbării mișcătoare, Mlaștini alcaline, Taiga vestică, Păduri caducifoliate de mlaștină fino-scandinave, Mlaștini împădurite.
La baza desemnării sitului se află mai multe specii protejate:
- plante (1): moșișoare (Liparis loeselii)
- nevertebrate (1): libelule (Leucorrhinia pectoralis)